# Salentinella angelieri
Salentinella angelieri is een vlokreeftensoort uit de familie van de Salentinellidae. De wetenschappelijke naam van de soort is voor het eerst geldig gepubliceerd in 1952 door Delamare-Deboutteville & Ruffo.